# Blera
Blera település Olaszországban, Viterbo megyében. Lakosainak száma 2959 fő (2023. január 1.). Blera Barbarano Romano, Canale Monterano, Tolfa, Vejano, Vetralla, Villa San Giovanni in Tuscia és Monte Romano községekkel határos.

## Népesség
A település népessége az elmúlt években az alábbi módon változott:
| Lakosok száma | 3208 | 3289 | 2959 |
|               | 2001 | 2018 | 2023 |